# Physetocaridoidea
Physetocaridoidea is een superfamilie van kreeftachtigen uit de klasse van de Malacostraca (hogere kreeftachtigen).

## Familie
- Physetocarididae Chace, 1940